# زيجي مارلي
زيجي مارلي (بالإنجليزية: Ziggy Marley)‏ (و. 1968  م) هو موسيقي، ومغني، وملحن جامايكي، ولد في كينغستون.

## جوائز
حصل على جوائز منها:
- جائزة إيمي داي تايم  [لغات أخرى]‏.

## وصلات خارجية
- زيجي مارلي على موقع IMDb (الإنجليزية)
- زيجي مارلي على موقع قاعدة بيانات الأفلام العربية
- زيجي مارلي على موقع ألو سيني (الفرنسية)
- زيجي مارلي على موقع ميوزك برينز (الإنجليزية)
- زيجي مارلي على موقع رولينغ ستون (الإنجليزية)
- زيجي مارلي على موقع أول موفي (الإنجليزية)
- زيجي مارلي على موقع قاعدة بيانات الأفلام السويدية (السويدية)
- زيجي مارلي على موقع إن إن دي بي (الإنجليزية)
- زيجي مارلي على موقع أول ميوزيك (الإنجليزية)
- زيجي مارلي على موقع ديسكوغز (الإنجليزية)